# Кинофестиваль в Авориазе 1982 года
X Международный фестиваль фантастического кино в Авориазе (кинофестиваль) (Le 10eme edition du Festival international du film fantastique d'Avoriaz)  проходил во французских Альпах (Франция) в январе 1982 года.

## Жюри
- Жанна Моро (Jeanne Moreau) — президент
- Джон Бурман (John Boorman)
- Рене Клеман (Rene Clement)
- Жак Деми (Jacques Demy)
- Брайан Де Пальма (Brian De Palma)
- Фернандо Рей (Fernando Rey)
- Пьер Ришар (Pierre Richard)
- Уго Тоньяцци (Ugo Tognazzi)
- Марина Влади (Marina Vlady)
- Янис Ксенакис (Iannis Xenakis)
- Дональд Сазерленд (Donald Sutherland)
- Жорж Коншон (Georges Conchon)
- Александр Петрович (Alexsandar Petrovic)

## Лауреаты
- Гран-при: «Безумный Макс 2: Воин дорог» (Mad Max 2: The Road Warrior), Австралия, 1981, режиссёр Джордж Миллер
- Специальный приз жюри:
  - «Волки» (Wolfen), США, 1981, режиссёр Майкл Уодли
  - «Воспоминание выжившей» (Memoirs of a Survivor) 1981, режиссёр Дэвид Глэдуэлл
- Специальное упоминание: Война миров. Следующее столетие (Wojna swiatów — nastepne stulecie), Польша, 1981, режиссёр Пётр Щулкин
- Приз критики: «Литан» (Litan), Франция, 1981, режиссёр Жан-Пьер Моки